# 木島村 (長野県)
木島村（きじまむら）は長野県下高井郡にあった村。現在の飯山市中心部の東方、千曲川右岸にあたる。

## 地理
- 河川：千曲川

## 歴史
- 1889年（明治22年）4月1日 - 町村制の施行により、木島村・下木島村・野坂田村・天神堂村・坂井村・其綿村・吉村・山岸村の区域をもって発足。
- 1954年（昭和29年）8月1日 - 瑞穂村・下水内郡飯山町・秋津村・柳原村・外様村・常盤村と合併して飯山市が発足。同日木島村廃止。

## 交通

### 鉄道路線
- 長野電鉄
  - 河東線
    - 信濃安田駅 - 木島駅